# 進化精神医学
進化精神医学（しんかせいしんいがく、英語：Evolutionary psychiatry）は、精神疾患を進化論の観点から説明する概念。進化医学の分野の一部であり、治療より科学的説明の提供に重点を置く点で、精神医学の診療や精神科遺伝学とは異なる。
進化精神医学では特定の疾患や苦痛が進化上において適応的な利点が存在したか、またそれらが精神機能であるかその不全であるかをどのように区別するか、遺伝性の精神疾患がなぜそれほど一般的なのかを問う。一般的にうつ病、不安障害、統合失調症、自閉症、摂食障害、境界性パーソナリティ障害などを対象とする。主要な説明は進化における環境の変化と進化的に形成された事による表現型のミスマッチと、進化が幸福や健康ではなく繁殖の成功に基づくという事実に基づく。
進化精神医学は社会心理学、行動主義、精神分析などの既存の知見を全体的に統合する事を目指している。

## 特定の疾患に対する進化論的な原因の説明

### 統合失調症
統合失調症のリスク遺伝子として、SLC6A4，TPH1，DRD2などが考えられている。
統合失調症患者は子供の出生率が極めて低いにもかかわらず民族・社会階層に関わらず人口比約1％に見られる。また、性差が存在するなど、何らかの形で適応的であると考えない場合に矛盾が生じるパラドックスが存在する。
この事の説明として、統合失調症の要因となる遺伝子は低い出生率、短い寿命などの病態を発現させるリスクが低い一方で、適応的なメリットがあると考えられている。
外傷に対する抵抗性、ストレスに対する抵抗性の他に、人間の脳の肥大化と言語能力に伴う副作用、あるいは創造性の増大などが指摘されている。
また他に、妄想性パーソナリティ障害，シゾイドパーソナリティ障害などと統合してスペーシング障害として他者との関係を持つことの困難を持つ病態を統合的に考え、社会の発展の中で支配者側の動きに反発し、カリスマ的リーダーとして小集団を形成し、別の場所への移住を促進する事により、古代社会において適応度が存在したとも考えられている。

### 注意欠陥多動性障害（ADHD）
行動遺伝学上の知見から、ADHDには遺伝子が重要な役割を担っている事は疑いようがないとされており、ADHDの遺伝率は0.6-0.9の範囲にあると推定されている。
進化の過程、狩猟採集生活においては、注意欠陥多動性障害の特性、新規性追求、多動性、警戒心の強さは適応的な利点が非常に多かったと考えられる。
これらの性質はコミュニティの生存と繁栄に不可欠な食料や住居などの資源の発見に寄与し、捕食者の回避の益したと考えられている。また、注意を素早く切り替える能力は、遊牧などの環境下において即座に必要性を考慮し管理するのに有益だったと考えられる。
これらの性質は予測不可能で資源の乏しい環境においては適応的であったが、現代生活の規則正しく座る必要がある社会の要求にはミスマッチであるため、障害として見做されていると考えられている。進化精神医学において、狩猟採集生活などの進化適応環境（Environment of evolutionary adaptedness、EEA）と現代社会のミスマッチは重要なタームとして挙げられる。

### 大うつ病
うつ病は非常にありふれた病であり、生涯有病率13-17%と非常に高い。遺伝率は0.35程度であり、双極性障害の0.7-0.8、自閉症の0.9と比べればかなり低い。しかし、遺伝要因が重要な地位を占める点は変わらず、進化の過程で適応的であったと考えられている。
うつ病がどのように適応的であったかについては、様々な仮説が考えられている。その一つが分析的熟慮仮説(analytical rumination hypothesis: ARH)であり、困難な社会的問題に対面した場合、当面生存には無関係である趣味や娯楽、仕事、人間関係などから自らを遠ざけ、社会的引きこもり状態を起こすことによって時間をかけてじっくりと分析的に熟慮する事によって、その問題解決以外の部分で適応度が減少したとしても、問題の打開解決に繋がる事からトータルの収支で言えば適応度は上昇している、と言うものである。
また、ネガティブな感情自体に適応的な意義があり、その暴走状態であるうつ病はそれ自体に適応的な意義は無いとする仮説も存在する。この仮説に基づくと、ネガティブな感情は脅威や適応度の損失を招くような状況における一種の防御反応である。すなわち、事故や傷害などの危険から痛みの感覚が遠ざけるように、ネガティブな感情をもたらすような状況を遠ざけるために適応的なのである。
また、同様に高い能力を持つが社会的立場が低く、脅威として見做されやすい人間にうつ病が確認されやすい事や、社会的弱者にうつ病が確認される事から、自らの能力を隠す事や、社会的弱者が無意識下で受け入れたような挙動を取らせることによって、エネルギーの無用な浪費を回避する事によって適応度を増している事になる。

### 自殺
自殺は文化と病理の他に、進化とのつながりが指摘されている。自殺は様々な文化圏で一定して発生し、女性より男性にはるかに多い。自殺未遂や希死念慮は異性との関係や性行為の頻度と有意に逆相関し、親族に対する負担感への認識と相関している事がわかっている。そのため、進化的な環境において個体の自殺が包括的適応度を増した可能性があり、それによって自殺を形成する進化した感情的基盤が生まれたと考えられている。

### 摂食障害
摂食障害に関しては、3つの仮説が提示されている。
一つは生殖抑制説であり、繁殖・子育てに不利な環境において生殖活動を停止するため、摂食障害が起きていると考えられている。
具体的には、早期の出産・子育てのサポートの不足、女性間の社会的競争の激化、男性からの好ましくない性的関心などが引き金となり、生理を停止し、成熟を停止するために摂食を拒否するというものである。
もう一つは同性間競争説であり、腹部が細く女性的体型を持つ個体は若く妊娠可能な事を示しているため、男性から好まれる特徴を持っているため、やせている事は進化論的に有利な特徴となる。
しかし、現代における避妊技術の発達、結婚・出産の高年齢化、出生率低下などの変化によって、年長であるにもかかわらず細く女性的体型を持つ個体が増えた。そのため、競争の激化によって病的な目標が形成され、摂食障害の発症につながるという仮説であり、この仮説は一定の実証的研究で認められている。
3つ目は飢餓環境からの移動のための適応説である。この仮説によれば、人間は進化の過程で飢餓状態に陥りやすかった。その際、エネルギー節約のため活動性を落とす事は集団の全滅リスクを高めたと考えられる。そのため、逆説的ではあるが食べ物を摂取する事をやめ、痩せている状態を否認し、行動的になる性質が適応的だったと考えられる。現代社会では低体重をもたらすダイエットの頻度が高いため、この形質が不必要な形で発生し、発症につながると考えられている。

### 不安障害
ある程度の不安を感じる能力は個体の生存にとって不可欠な適応であると考えられている。不安の感度が低いためにたった一度の検出漏れによって命を落とすより、何百何千回と取るに足らない事柄を心配してしまう誤検出のリスクの方が、はるかにコストが低いからだと考えられる。不安は個体レベルでは不快ではあるが、それとは無関係に、自然選択上における適応度が存在し、遺伝的に残った可能性が指摘されている。